# Zoraida javanica
Zoraida javanica är en insektsart som först beskrevs av John Obadiah Westwood 1840.  Zoraida javanica ingår i släktet Zoraida och familjen Derbidae. Inga underarter finns listade i Catalogue of Life.